# Vannellidae
A Vannellidae az Amoebozoa talajban, édes- és sós vízben megtalálható kládja. Leggyakoribb nemzetsége a Vannella.

## Történet
Fajai korábban a Thecamoebidae tagjai voltak. A klád típusnemzetségét, a Vannellát Bovee 1965-ben, a Vannellidae kládot 1970-ben írta le, a Vannellidát 2005-ben írták le Smirnov et al.

## Morfológia
A sejt mozgáskor általában lapos és legyező alakú, de egyes fajai hosszúak és keskenyek, elöl egyértelmű átlátszó peremmel, továbbá vannak félkör, félhold vagy spatula alakú fajai is. A legtöbb amőbában az endoplazma a sejt közepén át mozog, de a Vannellidában lánctalpszerű görgő mozgás történik a külső membránnal. Amőbái általában 10–40 μm-esek, néhányuk kisebb vagy nagyobb.
A Vannellidae külső fedővel, glikokalixszal rendelkezik, mely általában 10–20 nm-es, de vastagsága fajonként eltér. Egyes fajokban hajszerű szálak, glycostylusok indulnak ki a glikokalixból.
Nem alkot elkülönülő alállábakat, állábakat is csak lebegő állapotában figyelték meg. A széles elülső hialoplazma a sejt felét is kiteheti, míg a granuloplazma gyakran egy szubsztrát feletti dombban koncentrálódik.
Sejtmagjában a nukleólusz általában laterális, a Vannella plurinucleolus többel is rendelkezik.

## Élőhely
Az egyik leggyakoribb Amoebozoa-klád tengeri és édesvízi környezetben, de megtalálható füves puszták talaján és marhatrágyában is. Biofilmben először 2011-ben észlelték Lasjerdi et al. Házilégy-lárvákat tartalmazó trágyában gyakoribb, mint lárva nélküli régiben vagy újban, ennek oka lehet, hogy a lárvákkal rendelkező trágyában több baktériumfaj van. Édesvízi élőhelyeken az Amoebidae és Hartmannellidae kládoktól függetlenül jelent meg.

## Életciklus
A Vannella fimicola protoszteloid sporokarpikus. Egyes Vannellidae-fajok cisztát képezhetnek, a ciszta gyakran legyező, a trofozoita csillag alakú.

## Genetika
A Vannella simplex mitokondriális genomja jelentős távolságot mutat közeli rokonától, a Neoparamoeba pemaquidensistől. A hasonlóságok család- és nemzetségszintig vannak korlátozva, a nemzetségnél kisebb kládok hasonlóságai nehezen láthatók.

## Ökológia
Bakterivorként egyes baktériumfajok ritkaságához járul hozzá, felszínhez kötődő és nem kötődő baktériumokat egyaránt eszik állábaival. A teljes nitrogén- és széntartalom mennyiségével negatív korrelációt mutat mennyisége marhatrágyában.

### Parazitizmus
Vizsgálják a Vannellidae fajait a parazitizmusra. Egyes fajok megtalálhatók édesvízi halak kopoltyúiban, nehezítve a halak hasznosítását. A jelenleg vizsgált kezelések közt vannak mesterséges és növényi eredetű vegyületek is. 2020-ban ezeket még in vitro vizsgálták, de remélhetőleg in vivo is elindulhatnak a vizsgálatok a problémák csökkentéséhez. A Vannella, a Neoparamoeba és a Platyamoeba a leggyakoribb nemzetségek halkopoltyúkban, azonban a Vannellát amőbás kopoltyúbetegséggel élő tünetmentes és tünetes halakban egyaránt ismertek, a Neoparamoeba betegséget és halált is okozhat anadrom (például Salmo salar) és demerzális (például Scophthalmus maximus) halakban egyaránt, negatívan hatva a haliparra.
Bár nem közvetlen humán patogének, a szabadon élő amőbák, így a Vannellidae is, hordozhatnak patogéneket, például kisspórásokat. Ezek átadására való képességük miatt klinikailag azonosítandók. A patogéneket a szimbiózis védi a klórtól és más víztisztító eljárásoktól.

### Szimbiózis
A kisspórások mellett egyes fajai Gammaproteobacteria- és Alphaproteobacteria-fajokkal (például HT99, CC99, illetve Nucleicultrix amoebiphila) is szimbiózisban élnek, de nem ismert, hogy e kapcsolat mutualista-e.
Magi endoszimbiontái különböző környezetekben élnek: a Nucleicultrix az egész magban él, egy Pn jelű Naegleria-endoszimbionta Chlamydiales-faj a nukleóluszban, míg a Nucleophilum a mag körüli térben él.

## Rendszertan
A Vannellidae besorolásának problémái nemzetség szintjétől indulnak. A besorolásra használt morfológiai és genetikai információk ellentmondanak: több Vannellida-faj genomszekvenálása vegyes morfológiai jellemzőket mutatott. 2007-ben 40 genetikailag azonosított Vannellidae-faj volt. A molekuláris filogenetikai eredmények alapján a Vannellidae a Flabellinia tagja, annak alállábbal rendelkező többi kládjának testvércsoportja. 2007-ben a Vannella rendszertana bővült a korábbi Platyamoeba nemzetséggel. Korábban előbbit a glycostylusok jelenléte alapján különböztették meg, genetikai elemzéssel kimutatták, hogy a két nemzetség nem különbözik genetikailag. Az Unda egy Vannella-izolátumhoz tartozó nemzetség, így a Vannella része, a Pessonella egy Vannella-életciklusszakaszt leíró nemzetség.

## Tenyészthetőség
Legjobban fűmaginfúzióval tenyészthető, de Prescott–James-közegben, fűmagtartalmú és tápanyagmentes agarral is tenyészthető. Fűmagtartalmú agar és víz keverékében Mrva és Garajová nem tenyésztették egyetlen faját se.

## Fordítás
Ez a szócikk részben vagy egészben  a   Vannellidae című angol Wikipédia-szócikk ezen változatának fordításán alapul.  Az eredeti cikk szerkesztőit annak laptörténete sorolja fel. Ez a jelzés csupán a megfogalmazás eredetét és a szerzői jogokat jelzi, nem szolgál a cikkben szereplő információk forrásmegjelöléseként.